# Kvassay Jenő
Kvassói és brogyáni Kvassay Jenő (Buda, 1850. július 5. – Budapest, 1919. június 6.) vízmérnök, a magyar vízügyi szolgálat jelentős alakja.

## Életpályája
A köznemesi származású kvassói és brogyáni Kvassay családban született. Apja, kvassói és brogyáni Kvassay Antal (1801-1873), anyja, frankeni Schmidt Hermin (1826-1904) volt. Apai nagyszülei kvassói és brogyáni Kvassay Mihály (1774-1832) és szlavniczai Sándor Erzsébet (1774-†?) voltak. Apai dédapja, tekintélyes és tehetős köznemesi kvassói Károly (1728-1791), Bars vármegye alispánja, királyi táblai ülnök, királyi tanácsos volt. A pesti műegyetemen folytatott gépészmérnöki tanulmányokat, de a mérnöki oklevelet nem szerezte meg. Mezőgazdasági és vízépítési tanulmányokat folytatott a Magyaróvári Magyar Királyi Gazdasági Akadémián, majd Párizsban az École nationale des ponts et chaussées mérnöki főiskolán. A vízügyi szolgálat működését Franciaországban és Németországban tanulmányozta. 1878-ban kinevezték kultúrmérnöknek, és megbízást kapott a földművelésügyi tárcán belül az általa javasolt mezőgazdasági–vízügyi szolgálat, a Kultúrmérnöki Intézmény megszervezésére, amelynek 1880-ban vezetőjévé nevezték ki. 1891-ben a vízügyi igazgatás egységes irányításának szerveként létrehozott Országos Vízépítési és Talajjavítási Hivatal (1899-től Országos Vízépítési Igazgatóság) vezetője lett, és onnan vonult nyugállományba 1918-ban. A kultúrmérnökség működési köre kiterjedt a belvízrendezésre és -lecsapolásra, az alagcsővezetésre és az öntözésre, a mederrendezésre és a vízmosás-megkötésre, a halászati ügyek felügyeletére. Kvassay nevéhez fűződik a vízjogi törvény megalkotása (1885: XXIII. tc.), valamint az Országos Halászati Felügyelőség és a Közegészségügyi Mérnöki Szolgálat megszervezése. Kezdeményezte a balatoni kikötők és a budapesti szabadkikötő megépítését, szorgalmazta a dunai vízi közlekedés fejlesztését.
Vízgazdálkodási, folyószabályozási és mezőgazdasági vízépítési szakirodalmi munkássága is jelentős. Mezőgazdasági vízműtan című munkája évtizedeken át a kultúrmérnökök kézikönyve volt. A Magyar Tudományos Akadémia 1918-ban Wahrman-díjjal tüntette ki. Négy évtizeden át a magyar vízügy legfőbb irányítójaként működve új korszakot hozott a magyar vízépítés történetében. Budapesten hunyt el 1919. június 6-án.
Őrbottyánban van végső nyughelye.

## Házassága és leszármazottai
Budapesten, 1889. október 10.-én feleségül vette báró szalai és tavarnai Barkóczy Margitot (1856-1937) báró szalai Barkóczy Mihály (1821-1895) és báró dezséri Rudnyánszky Auguszta lányát. A házasságukból született:
- kvassói és brogyáni Kvassay László (1890-1958), rendkivüli követ és meghatalmazott miniszter.

## Emlékezete

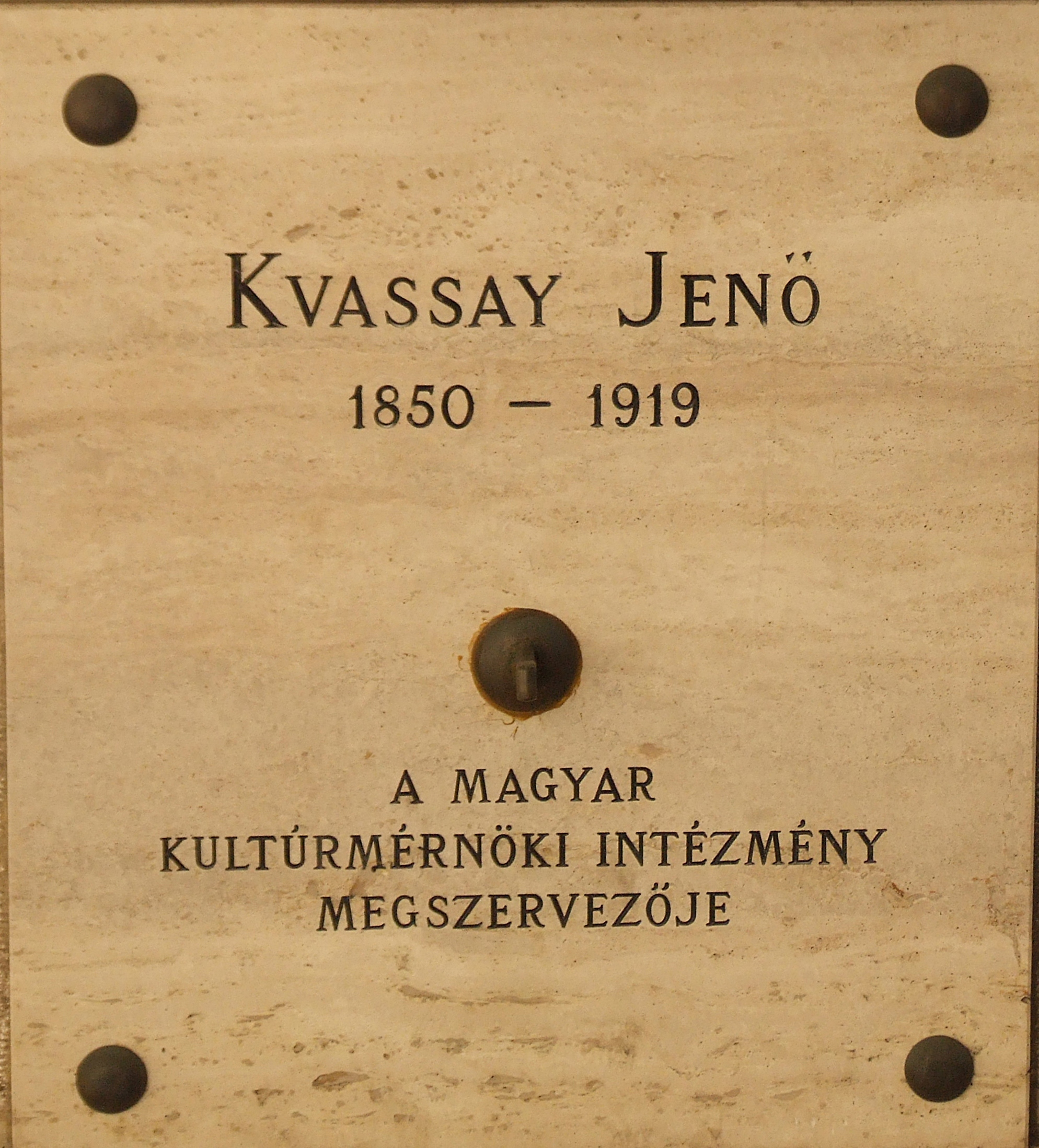
Emléktáblája
Kossuth Lajos tér 11.

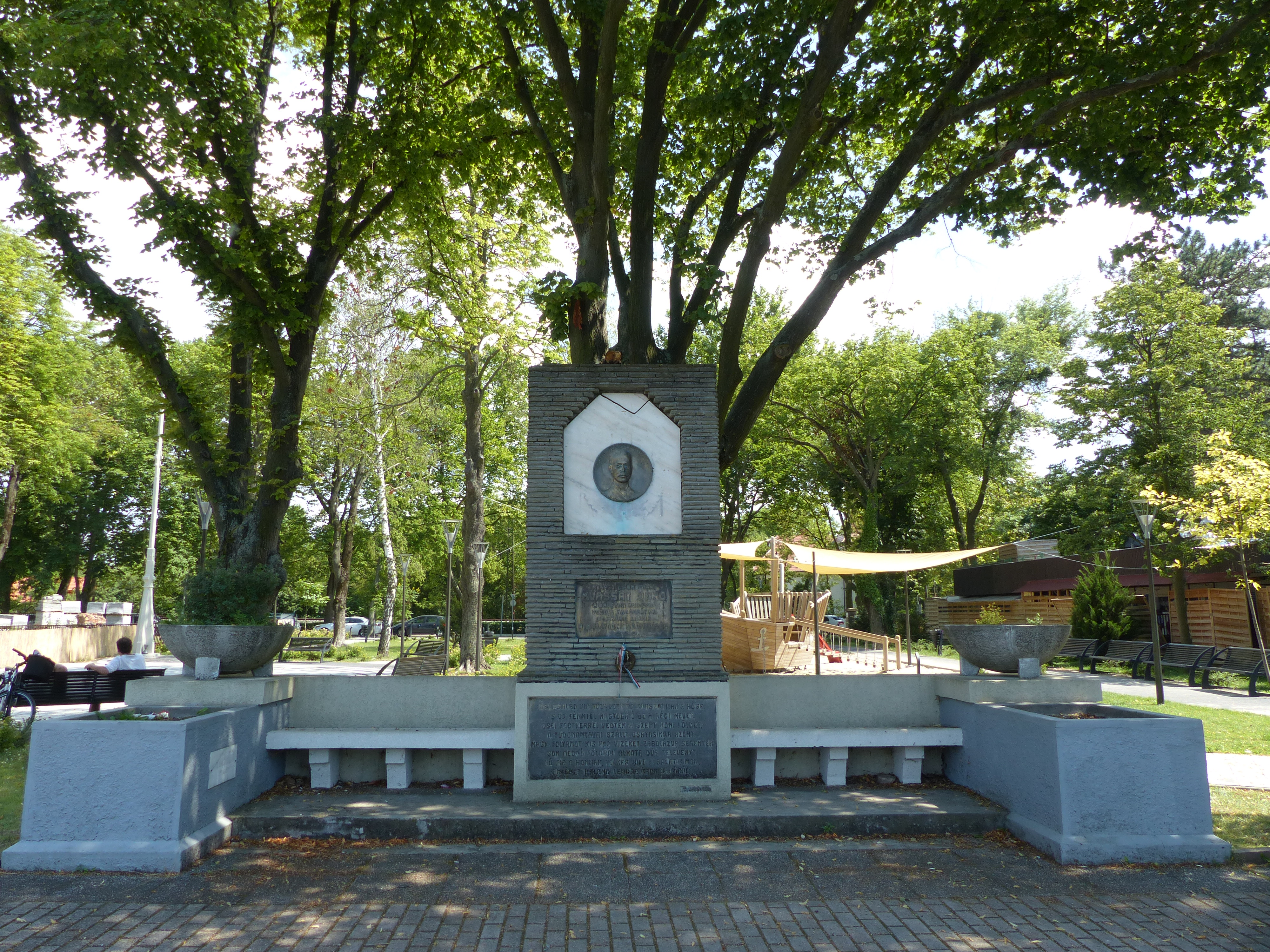
Emléktáblája Balatonföldváron

Emlékét a róla elnevezett és emléktáblával jelölt, a Ráckevei (Soroksári)-Duna északi bejárati zsilipje (Kvassay-zsilip), valamint Balatonföldváron felállított emlékműve őrzi. Sírja az őrbottyáni temetőben található, az őrbottyáni általános iskola Archiválva 2018. január 5-i dátummal a Wayback Machine-ben az ő nevét viseli.
A nevét viselte a budapesti, Rippl-Rónai utca 26. szám alatti épületben 2007-ig működő műszaki szakközépiskola, ahol út- és vasútépítői oktatás folyt.

## Munkái
- A műegyetem (1874)
- Vizeinkről (1875)
- Rétmívelés (1877)
- Note sur le moulinet de Woltmann (1877)
- Über Natron- und Székboden (1880)
- Kommentár a vizjogi törvényhez (1886)
- A Tiszavölgy szabályozásáról (1888)
- Emlékirat vizszabályozásaink ügyében (1888)

Számos cikke és értekezése jelent meg bel- és külföldi lapokban, valamint folyóiratokban.